# Lamar (Carolina del Sud)
Lamar è un comune degli Stati Uniti d'America, situato in Carolina del Sud, nella Contea di Darlington.